# Södertjärnen, Hälsingland
Södertjärnen är en sjö i Hudiksvalls kommun i Hälsingland och ingår i Harmångersån-Delångersåns kustområde. Sjön har en area på 0,118 kvadratkilometer och ligger 25,1 meter över havet. Sjön avvattnas av vattendraget Masksjöbäcken.

## Delavrinningsområde
Södertjärnen ingår i det delavrinningsområde (686088-157410) som SMHI kallar för Utloppet av Södertjärnen. Medelhöjden är 29 meter över havet och ytan är 0,53 kvadratkilometer. Det finns ett avrinningsområde uppströms, och räknas det in blir den ackumulerade arean 11,7 kvadratkilometer. Avrinningsområdets utflöde Masksjöbäcken mynnar i havet. Avrinningsområdet består mestadels av skog (78 procent). Avrinningsområdet har 0,12 kvadratkilometer vattenytor vilket ger det en sjöprocent på 22,3 procent.